# Mercantilism
Mercantilismul este o formă de naționalism economic, într-o economie planificată, cu monopoluri ale căror privilegii sunt acordate și reglementate de stat, bazându-se pe un sistem politic opresiv. Deși a existat din cele mai vechi timpuri și practicat de diferite țări (ex.China), s-a afirmat ca teorie economică în Europa, între secolele XV - XVIII, bazată pe conceptul că puterea unei națiuni poate fi mărită dacă exporturile sunt superioare importurilor și în antiteză cu economia liberă de tip laissez-faire.

### Politici
- tarife ridicate la importul de produse finite, tarife minime (sau zero) la exportul de produse finite
- tarife ridicate la exportul de materii prime, tarife minime (sau zero) la importul de materii prime
- căutarea de noi piețe pentru dumping prin acordarea de subvenții și mărirea artificială a cererii de produse interne la export
- restricționarea/interzicerea consumului de produse importate prin reglementări/legi/taxe date de stat
- monopolizarea piețelor de desfacere prin crearea de monopoluri
- interzicerea anumitor teritorii/industrii de a face comerț

#### Terminologie
Termenii „mercantilism” și „sistemul mercantil” au fost utilizați pentru prima dată în 1763 de fiziocratul francez marchizul de Mirabeau și popularizați mai târziu de Adam Smith în "Avuția națiunilor", acesta fiind printre cei mai mari critici ai mercantilismului. Dezideratele gândirii mercantiliste se pot traduce prin necesitatea unor reglementări ale vieții economice și acceptarea declarată a goanei după profit a națiunilor și a indivizilor. Thomas Mun (1571-1641) a expus această doctrină în "England's Treasure by Foreign Trade" (1664):„Mijlocul la îndemână pentru sporirea avuției și a tezaurului nostru îl constituie comerțul exterior, unde trebuie să aplicăm întotdeauna regula de a vinde anual străinilor mai mult decât consumăm noi, valoric, din produsele lor”.
Mercantilismul a fost o doctrină economică ce avea în centrul său ideea că națiunea/statul trebuie să aibă și să rețină cât mai mult din activitățile economice manufacturiere/industriale în interiorul propriilor granițe, mai ales cele industrial-militare. Sub numele de mercantiliști sunt cunoscuți mulți economiști care în secolele XVI și XVII–XVIII (de la 1500 până la 1750) au format mai multe școli naționale care militau pentru determinarea modalităților prin care statul putea să-și procure cantități cât mai mari de aur și argint.

### Tipuri
Mercantilismul spaniol care este cunoscut sub numele de bulionism. Principalii autor: Ortiz, Olivares și Mariana. Metoda preconizată de ei constă în interzicerea ieșirii din țară a metalelor prețioase și în creșterea exportului pentru intrarea de aur și argint din țară.
Mercantilismul francez, care se confundă cu ceea ce a căpătat denumirea de colbertism sau mercantilism industrial. Această denumire își are originea în faptul că Jean Babtiste Colbert, care a deținut și funcția de controlor general al finanțelor Franței în timpul lui Ludovic al XIV-lea, a inițiat măsuri protecționiste pentru dezvoltarea industriei și comerțului, ca mijloc de promovare a exportului de promovare al aurului. În afară de Colbert, în Franța, mercantilismul a avut numeroși susținători și s-a caracterizat printr-o anumită diversitate de opinii. Astfel, unii sunt agrarieni, iar ideea legăturii dintre abundența monedei și ridicarea prețurilor. Antonie de Montchrestein este cel care a dat numele acestei științe prin lucrarea sa intitulată „Tratat de economie politică”, publicată în 1615.
În Anglia și în Olanda, mercantilismul a avut prin excelență o orientare comercială, fapt pentru care el a mai fost denumit „comercialism”. Conform concepției respective, abundența de monedă, cheia prosperității națiuni se realiza prin comerțul exterior. Principalii autori sunt: Wiliam Petty (1623-1687), Thomas Mun (1571-1641), Gregory King (1648-1712). Mercantiliști englezi au formulat unele idei care aveau să fie dezvoltate ulterior de către keynesism, prin recomandarea de a adopta rate scăzute ale dobânzii și considerând aceste rate prețul banilor. Ei argumentau de asemenea, că abundența monedei, necesară pentru a realiza rate scăzute ale dobânzii, antrenează creșterea prețurilor.
Între contribuțiile mercantilismului englez, mai trebuie menționată și teza formulată de Thomas Gresham (1519 – 1597), prezentată în literatură sub denumirea de legea lui Gresham: „moneda rea alungă din circulație moneda bună”, iar Wiliam Petty rămâne cunoscut prin introducerea noțiunii de valoare, prin propunerea de a se contracara șomajul prin scăderea salariului, cât și prin cunoscuta formulă prin care se exprimă legătura dintre cei doi factori ai avuției: „munca este tatăl, iar pământul este mama avuției”.
Mercantilismul german sau „carmalist”, care s-a formulat mai târziu, pune în centrul cercetării îndeosebi problemele tezaurului public și prefigurează în fapt școala istorică germană.

###### Mercantilismul comunist
România  „epocii Ceaușescu”, când se dorea o industrializare forțată bazată pe împrumuturi și plata prin mari sacrificii ale populației datorată obsesiei pentru exporturi. Din cauza ineficienței economice exporturile erau alcătuite din materii prime, spre deosebire de „mercantilismul clasic”.

## Teorie
Mercantilismul reprezintă prima reflectare teoretică a economiei dirijate, printre ideile promovate se regăsesc:
- bogăția provine din comerț, bogăția provine din ajutorul acordat comerciantului de către stat;
- materiile prime trebuie utilizate în industria internă și exportate doar produsele finite;
- balanța trebuie să fie activă adică să se cumpere mai puțin de la străini decât se vinde.

## Factorii ce au dus la apariția mercantilismului
- Apariția statelor centralizate
- Apariția economiei de tip manufacturier/industrial dirijate de stat
- Marile descoperiri geografice

## Merite
- autonomizarea științei economice
- interesul față de sistemul economiei dirijate și problemele economice

## Limite
- supraaprecierea rolului circulației mărfurilor în raport cu producția
- iluzia armoniei de interese dintre statul modern și agenții economici
- preocuparea redusă pentru teoretizare
- ignorarea consecințelor negative ale politicii economice

## Critici
Adam Smith, John Locke, economistul Dudley North și David Hume sunt fondatorii anti-mercantilismului, David Ricardo, iar în secolul al XX-lea, Murray Rothbard și Școala austriacă de economie aduc argumente împotriva economiei de tip mercantilist.

## Principalii Reprezentanți

### Francezi
Jean-Baptiste Colbert, Antoine de Montchrestien

### Englezi
Oliver Cromwell, John Law, Thomas Mun, Josiah Child, Sir Thomas Gresham, Willianm Pety, Richard Cantillon, William Stafford, John Maynard Keynes

### Italieni
Antonio Serra, Gaspar Scaruffi, Davanzatti

### Germani
Joseph von Sonnenfels, Kaspar Klock, Johann Heinrich Gottlobs von Justi